# أوزيريون
أوزيريون (يسمى أيضًا أوزوريون أو أوزيرون) عبارة عن مجمع معبد صغير تكريما للمعبود أوزوريس في مصر في أبيدوس. وهي تقع إلى الجنوب الغربي مباشرة خلف المعبد الجنائزي لسيتي الأول وتم بناؤه على هذا النحو في عهد الأسرة المصرية التاسعة عشر عصر الإمبراطورية المصرية. الافتراضات السابقة بأن أوزيريون كان قبرًا ملكيًا أو قبرًا وهميًا إلى حد ما غير محتمل وفقًا للدراسات الحديثة. تبدو شخصية المعبد واضحة تمامًا في طقوس القربان كما في نوع الزخارف.
تم اكتشاف مجمع أوزيريون في عام 1902 من قبل مارغريت موراي وفلندرز بيتري. تم الكشف حتى عام 1926 تحت قيادة هينري فرانكفورت. يذكرنا هيكل المعبد بالمعابد الجنائزية الملكية في المملكة المصرية القديمة في الأسرة المصرية الرابعة، ولكنها تعود إلى الوقت سيتي الأول استمرت الزخرفة في زمن حفيده مرنبتاح. تم تسجيله على مقاطع إنشائية متداخلة الشكل تمسك بكتل الجرانيت الضخمة في القاعة الرئيسية في أوزيريون معًا. مواد البناء من أوقات ما قبل الإمبراطورية المصرية.

## الوصف

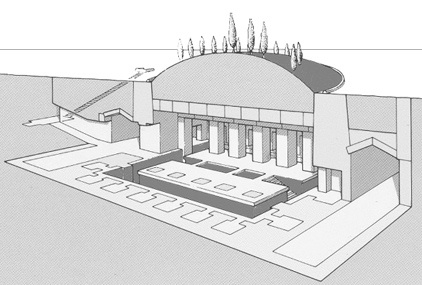
تمثيل تخطيطي لأوزيريون في أبيدوس

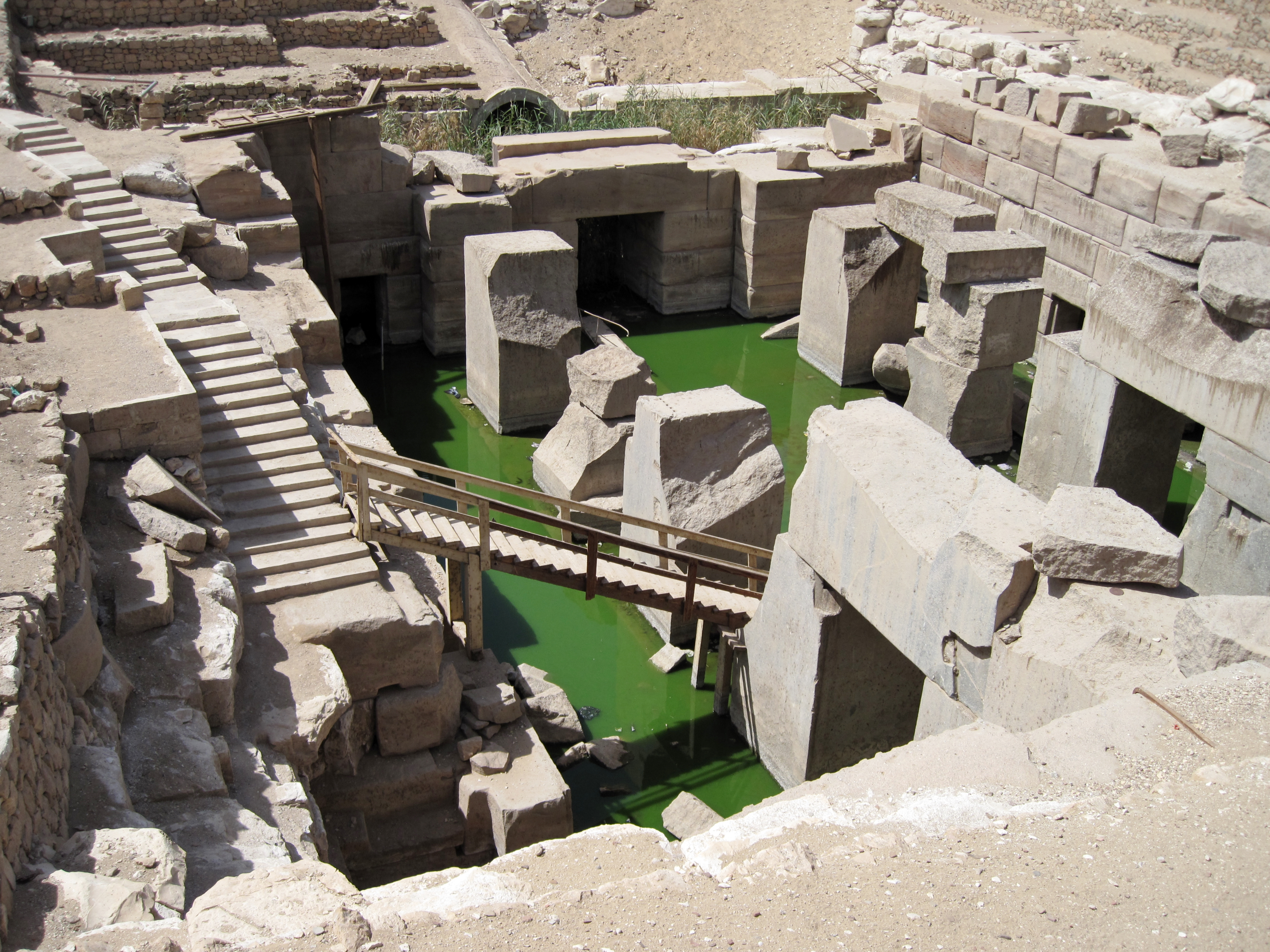
بقايا الأوزيريون

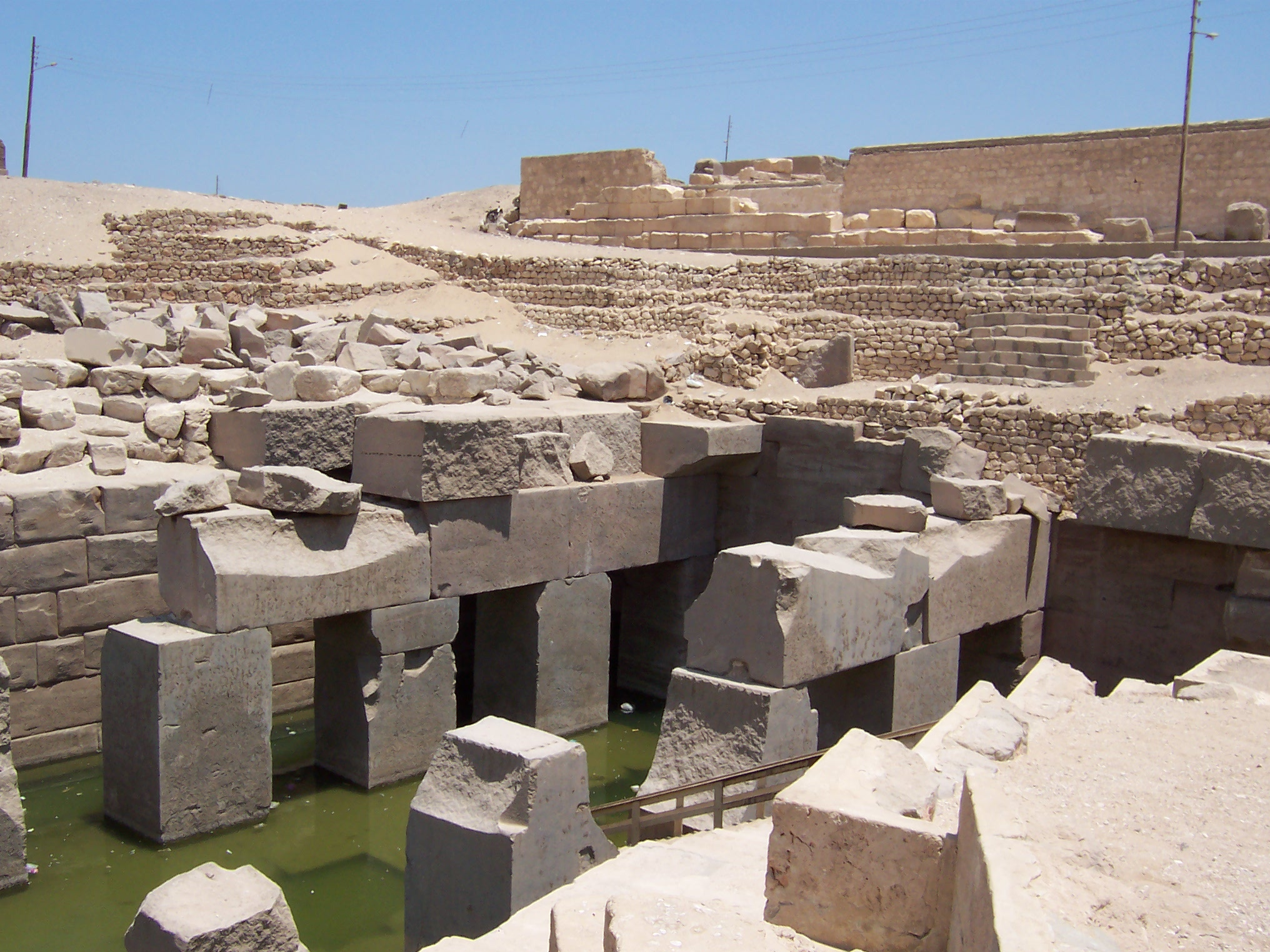
منظر جانبي للأوزيريون

في الأصل كان الأوزيريون مسقوف بالكامل ومحاط بصفوف من الأشجار. كان المدخل من الجهة الغربية للمنشأة. من هناك ممر طويل متجه نحو الأسفل يقود الجنوب الشرقي إلى غرفة مستطيلة خلفها غرفة ضيقة. تم وضع لوحات على جدران الممر تصور كتاب الكهوف على الجانب الشمالي الشرقي وكتاب البوابات على الجدار المقابل. كلاهما يصف الرحلة الليلية للمصري القديم معبود الشمس رع عبر العالم السفلي. تحت مرنبتاح، في الطرف الجنوبي من نهر الغانج، كانت اللوحات تُصنع كنقوش بارزة.

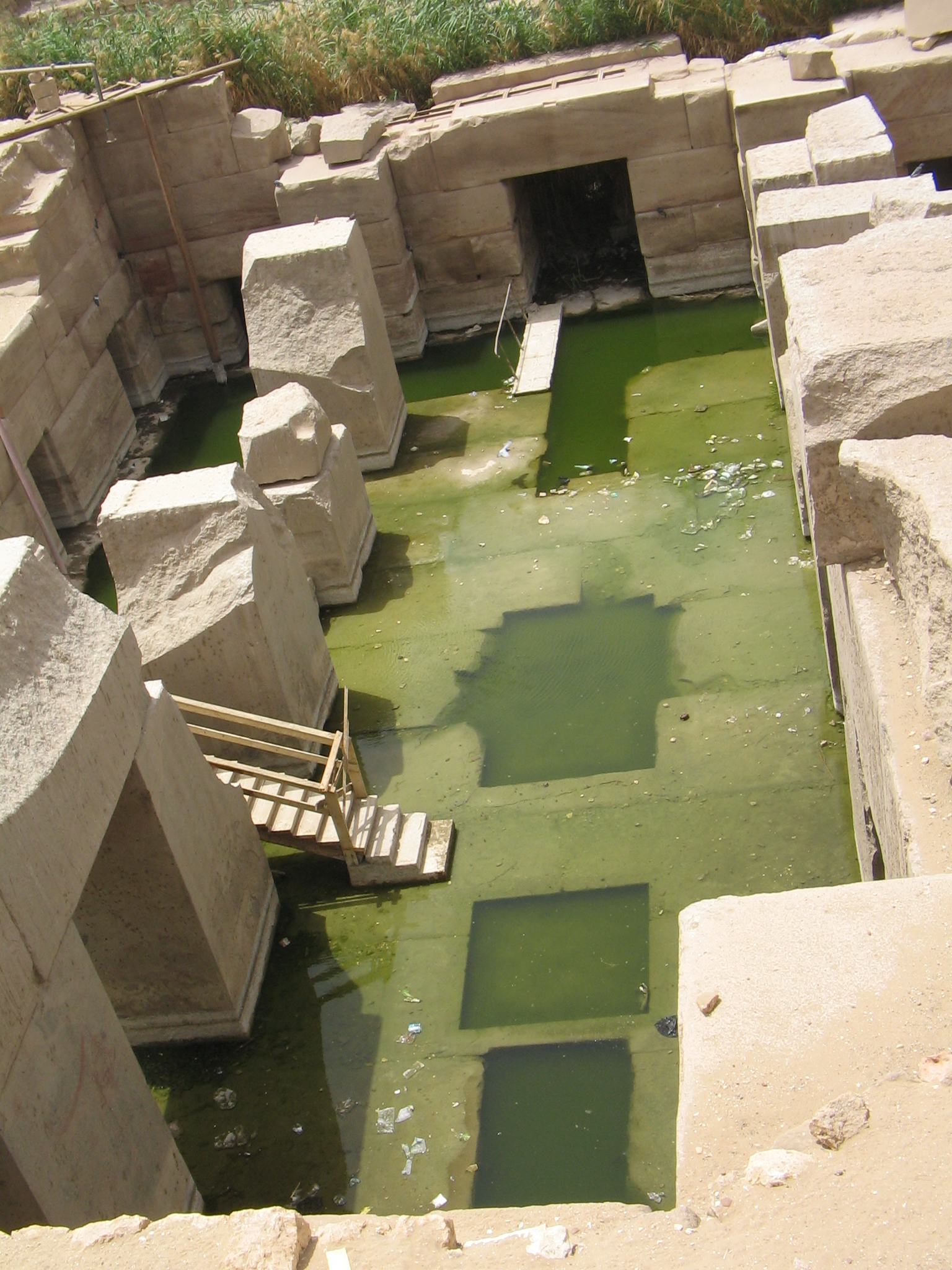
الأوزيريون في الجزء الخلفي من معبد سيتي الأول في أبيدوس. المدخل الموجود تحت الأرض أعلى الصورة

يمكن أيضًا العثور على نقوش بارزة أخرى من عصر مرنبتاح في الغرفة المستطيلة، والغرفة المجاورة لها، بالإضافة إلى الممر المؤدي إلى الشمال الشرقي من الغرفة والجدار الخلفي وعتبات القاعة المستعرضة المجاورة أمام القاعة الرئيسية مع الخندق المحيط بها. الممر الممتد من غرفة المدخل إلى قاعة المعبد الأولى منحدر مثل الممر الموصوف، بحيث يمكن تغذية المياه الموجودة في خندق المعبد تحت الأرض بالمياه الجوفية. اليوم، تحت الماء أرضية معبد أوزيريون بأكملها. من القاعة الأولى، المبنية من كتل الجرانيت الأحمر، تؤدي بوابة بها عتب لا يزال قائماً إلى القاعة الرئيسية بصفين من خمسة أعمدة كبيرة في كل جزيرة اصطناعية محاطة بالمياه. أعطى هذا أوزيريون الترتيب المعتاد للمعابد المصرية وفقًا لـ «كتاب الهيكل»، ولكل منها تل مقدس.
من مركز المعبد، سارت درجات نزولاً إلى الخندق إلى الشمال الشرقي والجنوب الغربي. بين هاتين المنطقتين على الجزيرة الاصطناعية يوجد حفران ضحلان، أحدهما مستطيل والآخر مربع. ربما كان المقصود منها أن تكون موقعًا ناووس وضريح أواني كانوبية. تم تثبيت ستة عشر كوة في الجدران الخارجية حول الخندق، ستة على الجوانب الطويلة واثنتان لكل منهما بجوار مدخل القاعة والجدار المقابل لها. في وسط هذا الأخير، أدى باب منخفض إلى قاعة عرضية ثانية خلفه، والتي لم يكن لها مدخل آخر. تُظهر النقوش البارزة على الأسقف والجدران كتاب نوت و «كتاب الليل»، مؤطران بتصويرين لإلهة السماء نوت. باب هذه القاعة الأخيرة منخفض جدًا لدرجة أنه غمرته المياه تمامًا في القاعة الرئيسية، والتي ربما تم التخطيط لها بالفعل عندما تم بناء الخندق حول المعبد.
يتم الحفاظ على سقف أوزيريون في أجزاء قليلة فقط اليوم، بحيث يمكن للمرء أن يرى منظرًا جيدًا لمجمع المعبد تحت الأرض سابقًا من الأعلى. يوضح هذا المبنى الضخم الأهمية المحلية الكبيرة لأوزوريس في أبيدوس، والتي كانت تعتبر أيضًا أحد مقابر أوزوريس.

## التمثيلات الكونية
تم لصق النصوص الكونية من كتب السماء بالجدران والسقف. الجدران الشمالية والجنوبية والشرقية مدمرة لدرجة أن القراءة لم تعد ممكنة. لا يزال من الممكن رؤية بقايا كتاب الأرض على الجدار الغربي. يمتد السقف على الغرب التابوت والشرقي قاعة التحنيط. يظهر التصوير الفوتوغرافي في النصف الغربي، بينما يظهر كتاب الليل في النصف الشرقي.
في الغرفة الجنوبية على الجدران الشرقية والجنوبية والغربية لـ كتاب القبو ملحق باعتباره الفصل من كتاب الموتى. توضح المقالة القصيرة المراحل الثلاث لـ معبود الشمس رع، والتي تم توثيقها بالفعل في نصوص الأهرام. حتى في أقدم الأدلة من عهد أمنحتب الثاني، لم تعد متاحة كنص. فقط في أوزيريون كانت محاولة لإعادة بناء المقابر بشكل تخطيطي كوحدة واحدة.

## الاكتشاف
في شهر مارس من عام 1902، عهد فليندرز بيتري لزوجته هيلدا بيتري بإدارة الحفريات في أبيدوس. كانت هناك مارغريت موراي، التي كانت معرفتها بالنصوص الدينية مهمة للنسخ، والفنانة الآنسة إف هانسارد لرسم النقوش البارزة. تولت النساء الثلاث جميع الجوانب الضرورية للشركة. في الموسم الماضي، كشف القديس كولفيلد (ألجرنون سانت جورج توماس كولفيلد) جزئيًا عن الممر الطويل داخل جدار السياج. تركت الكتلة الكبيرة من الرمال التي تمت إزالتها ثلمًا ضخمًا مثل واد طبيعي.
إن الطريقة التي تم بها تشييد هذا هيبوجيوم الكبير جعلت من السهل إلى حد ما الشك في مبنى آخر تحت الأرض تحته، على الرغم من أن العمق الذي يجب أن يكمن فيه سيجعل من المستحيل كشف أكثر من جزء صغير منه. من طبيعة الصحراء أنه بعد 60 - 120 سم من الرمال المنفوخة تصادفك قاسية طين جيري. هذا صعب مثل الصخر. استفاد البناؤون القدامى من ذلك من خلال حفر الممرات والقاعات بجوانب شديدة الانحدار، شبه رأسية، ثم تغطيتها بكتل حجرية كبيرة كسقف وملء الحفرة في الأعلى بالرمل. لم يعد من الممكن رؤية الهيكل بأكمله من الخارج وبالتالي كان مخفيًا جيدًا. لذلك اضطر الباحثون إلى حفر أعمدة الاختبار من الطين الجيري داخل جدار التيمنوس، والذي أظهر دون استثناء أن المارل محفور رأسياً من أجل تمكين البناء تحته.
بعد ثلاث محاولات فاشلة، واجهوا فيها الرمال فقط، وجدوا بعض كتل الحجر الرملي الكبيرة على عمق 5 أمتار. اكتشفت مارغريت أليس موراي أيضًا نوعًا من الأبواب التي خلفها، بعد أمتار قليلة، عبر أرضية غرفة. بعد اكتشاف خرطوش من مرنبتاح أصبح واضحًا للجميع أنهم اكتشفوا هيكلًا لا مثيل له في مصر. بعد ذلك تم العثور على «القاعة الكبرى» والممر المنحدر. منذ ذلك الحين عُرِفت مارجريت موراي باسم «مكتشفة الأوزيريون».
مع اقتراب موسم الحفر من نهايته، لم يتمكنوا من إجراء أي بحث إضافي. قال فلندرز بيتري أيضًا أن BSAE لم يكن لديه أموال كافية لمثل هذا المشروع الكبير، أي إزالة كتل الرمال والصخور علي عمق حوالي 9.50 مترًا (40 قدمًا) فوق الهيكل بأكمله. لذلك كان يأمل أن تكون مصلحة الآثار تحت إشراف جاستون ماسبيرو جاهزة للتنقيب والحفاظ على هذا هيبوجيوم الفريد لأوزوريس كجزء من المعبد العظيم الذي كان بالفعل أحد عوامل الجذب الرئيسية في مصر. ومع ذلك، سيستغرق الأمر حتى عام 1914 قبل أن يتمكن إدوارد نافيل من التنقيب هنا مرة أخرى من أجل جمعية استكشاف مصر وأخيراً حتى عام 1925 عندما قام هنري فرانكفورت بالتنقيب عن أوزيريون بمساعدة محرك بخاري.
أعطى فلندرز بيتري هذا الموقع اسم أوزيريون.